# Parafia Nawiedzenia Najświętszej Maryi Panny i św. Mikołaja w Czermnie
Parafia rzymskokatolicka pw. Nawiedzenia Najświętszej Maryi Panny i św. Mikołaja w Czermnie – jedna z 8 parafii dekanatu przedborskiego diecezji radomskiej. 

## Historia

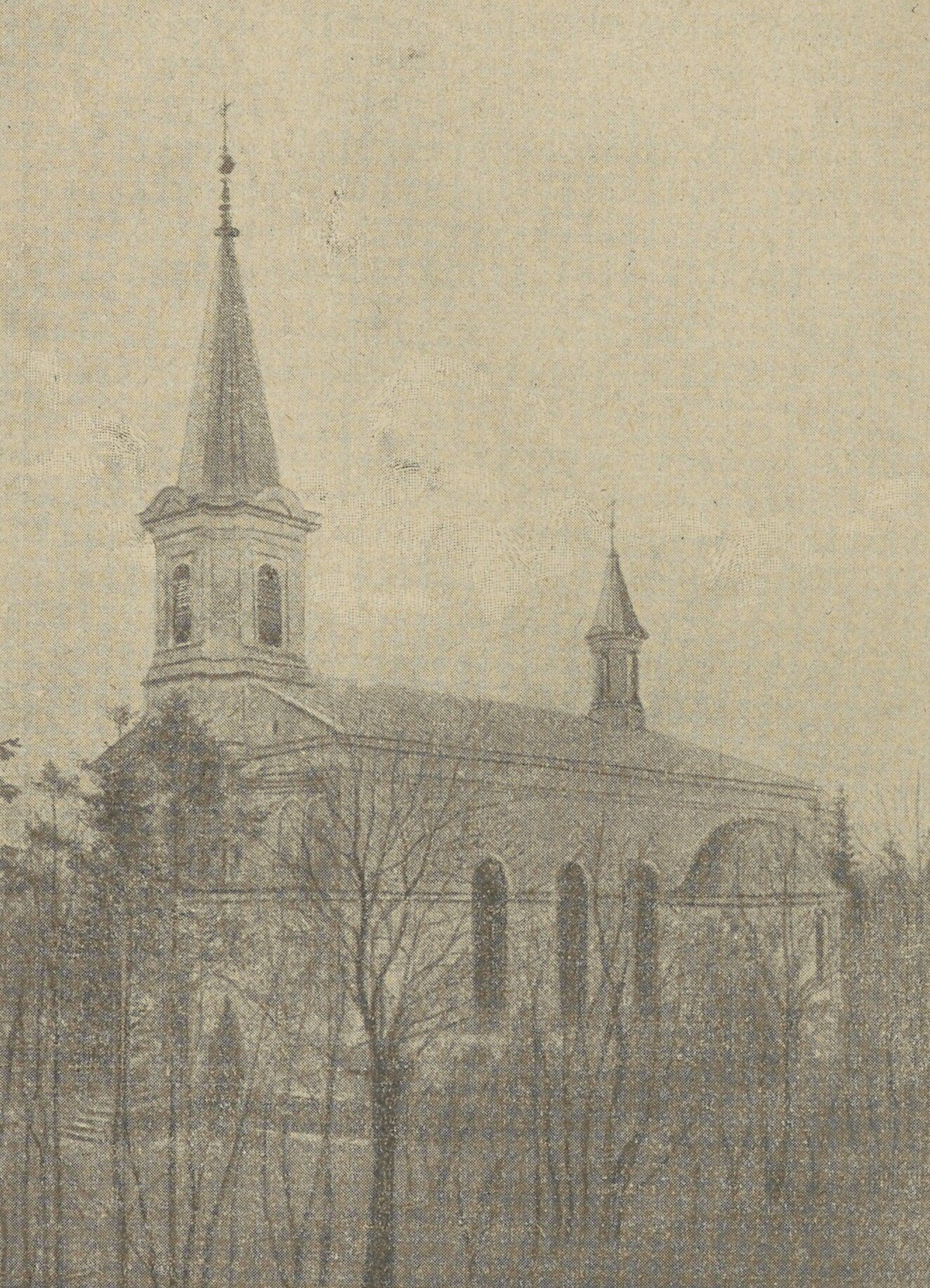
Widok kościoła przed 1913

- Parafia została erygowana przed 1521 z terenu wydzielonego z par. Fałków. Z tego okresu pochodził modrzewiowy kościół drewniany pw. Nawiedzenia Najświętszej Maryi Panny i św. Mikołaja. Ufundował go Stefan Czermiński. W 1580 kościół uległ zniszczeniu. Na jego miejscu powstał nowy, a potem kolejny w 1757 z fundacji Antoniego Kraszkowskiego. Został on poświęcony w 1758. Obecny kościół jest z fundacji dziedzica Stanisława Jakubowskiego. Zbudowano go w latach 1881 - 1903 staraniem ks. Jana Kosińskiego, a 20 czerwca 1919 biskup Paweł Kubicki dokonał jego konsekracji. Kościół jest orientowany, murowany z kamienia, tynkowany, jednonawowy.

## Proboszczowie
- 1931 - 1959 - ks. Ludwik Kostecki
- 1959 - 1962 - ks. Henryk Nowakowski
- 1962 - 1965 - ks. Władysław Burek
- 1966 - 1974 - ks. Henryk Kimona
- 1974 - 1980 - ks. Eugeniusz Cieślak
- 1980 - 1992 - ks. Stanisław Lachtara
- 1992 - 2002 - ks. Roman Uraziński
- 2002 - nadal - ks. Jerzy Rozmysłowski

## Zasięg parafii
Do parafii należą wierni z miejscowości: Adelinów, Czermno, Czermno-Kolonia, Dobry Widok, Gustawów, Leszczyny, Pikule, Smyków, Stanisławów, Stomorgi, Szreniawa i Wąsosz.